# Campephilus dalquesti
Campephilus dalquesti ist eine fossile Spechtart aus der Gattung der Langhaubenspechte (Campephilus). Sie ist aus dem Oberen Pliozän von Texas bekannt und war mit dem Königsspecht (Campephilus guatemalensis) verwandt. Das fossile Material umfasst die distale Hälfte eines linken Tarsometatarsus, die 1969 von Walter W. Dalquest gesammelt wurde, nach dem die Art auch benannt wurde. 

## Merkmale
Der Schaft des Tarsometatarsus ist leicht subterminal komprimiert. Das äußere distale Foramen ist klein, aber in normaler Position niedrig am Schaft. Das innere distale Foramen ist sehr klein und viel niedriger als das äußere Foramen. Die Facette vor dem Metatarsus I ist breit und tief, was auf einen großen Hallux hinweist. Die Basis der inneren Gelenkrolle ist glatt abgeflacht. Die mittlere Gelenkrolle ist breit und beträgt 74 % der kleinsten Breite des Schafts. Die Rotationsfurche der mittleren Gelenkrolle ist breit und flach, wobei der innere Rand über die Seite der Gelenkrolle hinausragt. Die äußere Gelenkrolle hat eine Vertiefung an der Basis ihrer Außenseite. Die Trochlea accessoria ist etwas weniger als 90° von der vorderen Oberfläche des Schafts nach hinten gedreht.
Die Knochenlänge ist ähnlich lang wie beim rezenten Königsspecht und dem Rothalsspecht, was auf eine ähnliche Körpergröße hinweisen könnte. Die Länge des erhaltenen Teils des Tarsometatarsus beträgt 24,7 mm und die Länge des gesamten Knochens 34,8 mm. Die geringste Breite des Schafts beträgt 3,1 mm. Die Breite der mittleren Gelenkrolle beträgt 2,3 mm. Die Tiefe durch die Trochlea accessoria beträgt 5,5 mm. Die geringste Tiefe des Schafts beträgt 2,7 mm.

## Paläoumwelt
Im Pliozän war das Klima auf dem Gebiet der heutigen Great Plains subtropisch, wo Niederschlagsmengen von 4 bis 8 mm pro Tag vorherrschten. Das Wetter war weniger von der Jahreszeit abhängig. Im Winter gab es keinen Frost. Daher hatte Campephilus dalquesti Körperdimensionen von Spechten, die eher an ein tropisches oder subtropisches Klima angepasst sind.